# Jorge Amaro de Souza Borges
Jorge Amaro de Souza Borges (Mostardas, 8 de junho de 1978) é um técnico agrícola, doutor em políticas públicas, mestre em educação,  biólogo, servidor público, escritor, quilombola e ativista de direitos humanos brasileiro.

## Biografia
Nasceu na comunidade quilombola dos Teixeiras, em Mostardas, e é mestre em educação.  
Estudou na centenária Escola Técnica de Agricultura (ETA) de Viamão, onde pertenceu ao Rancho Estrela do Sul, fundado no ano de 1954. Recentemente, participou do seu processo de restauração. Os Ranchos da ETA são espaços peculiares, sendo constituídos de pequenos casebres de madeira ou alvenaria, com características rústicas, tendo sido construídos pelos próprios estudantes. Cada um carrega a marca da origem dos seus componentes, sendo ornamentado com elementos da cultura gaúcha. Ao todo, foram criados mais de trinta Ranchos. O mais ilustre membro de um Rancho foi e ex-aluno Leonel de Moura Brizola que participou do São Jerônimo.
No ano de 2004, com um conjunto de militantes, ajudou a criar o Grupo Transdisciplinar de Estudos Ambientais Maricá, organização não-governamental socioambientalista viamonense a qual dirigiu por um período. O Maricá, além de ações no âmbito do Rio Grande do Sul, articulou-se com redes de educação ambiental no âmbito brasileiro, dentre elas, a Rede Sul-brasileira de Educação Ambiental (REASul) e Rede Brasileira de Educação Ambiental (Rebea), nas quais como elo, atuou na construção de diversos encontros e fóruns de debates.
Jorge Amaro foi coordenador geral do Conselho Nacional dos Direitos da Pessoa com Deficiência (Conade), órgão vinculado a Secretaria de Direitos Humanos da Presidência da República entre os anos de 2013 e 2015, onde foi responsável a elaboração o livro que contou a trajetória dos 16 anos do colegiado. Além disso, introduziu o processo eleitoral online entre os conselhos municipais e estaduais. Antes disso, já havia sido vice-presidente do Conselho Municipal dos Direitos da Pessoa com Deficiência de Viamão e também do Conselho Estadual dos Direitos da Pessoa com Deficiência (Coepede). Para ele, os conselhos são espaços representativos importantes da democracia, pois a partir deles, a sociedade pode exercer o controle social das políticas públicas, especialmente através das Conferências, uma das conquistas da Constituição Federal de 1988. Na sua concepção, a política da pessoa com deficiência precisa ser pensada sob a ótica de quatro pilares básicos: transversalidade, interseccionalidade, intersetorialidade e interinstitucionalidade articulado a ideia de direitos humanos e cidadania.
Em junho de 2016, foi um dos fundadores da Associação Gaúcha de Audiodescritores (Agade), a primeira entidade no país desta categoria profissional que busca defender a Audiodescrição como uma política pública. A associação teve participação importante na luta pela garantia de eleições mais acessíveis, elaborando cartas e documentos sobre o tema. Em 2018 tornou-se o primeiro Doutor em Políticas Públicas da Universidade Federal do Rio Grande do Sul, onde defendeu a tese intitulada "Política da pessoa com deficiência no Brasil: percorrendo o labirinto", uma importante contribuição aos direitos da pessoa com deficiência no Brasil. 

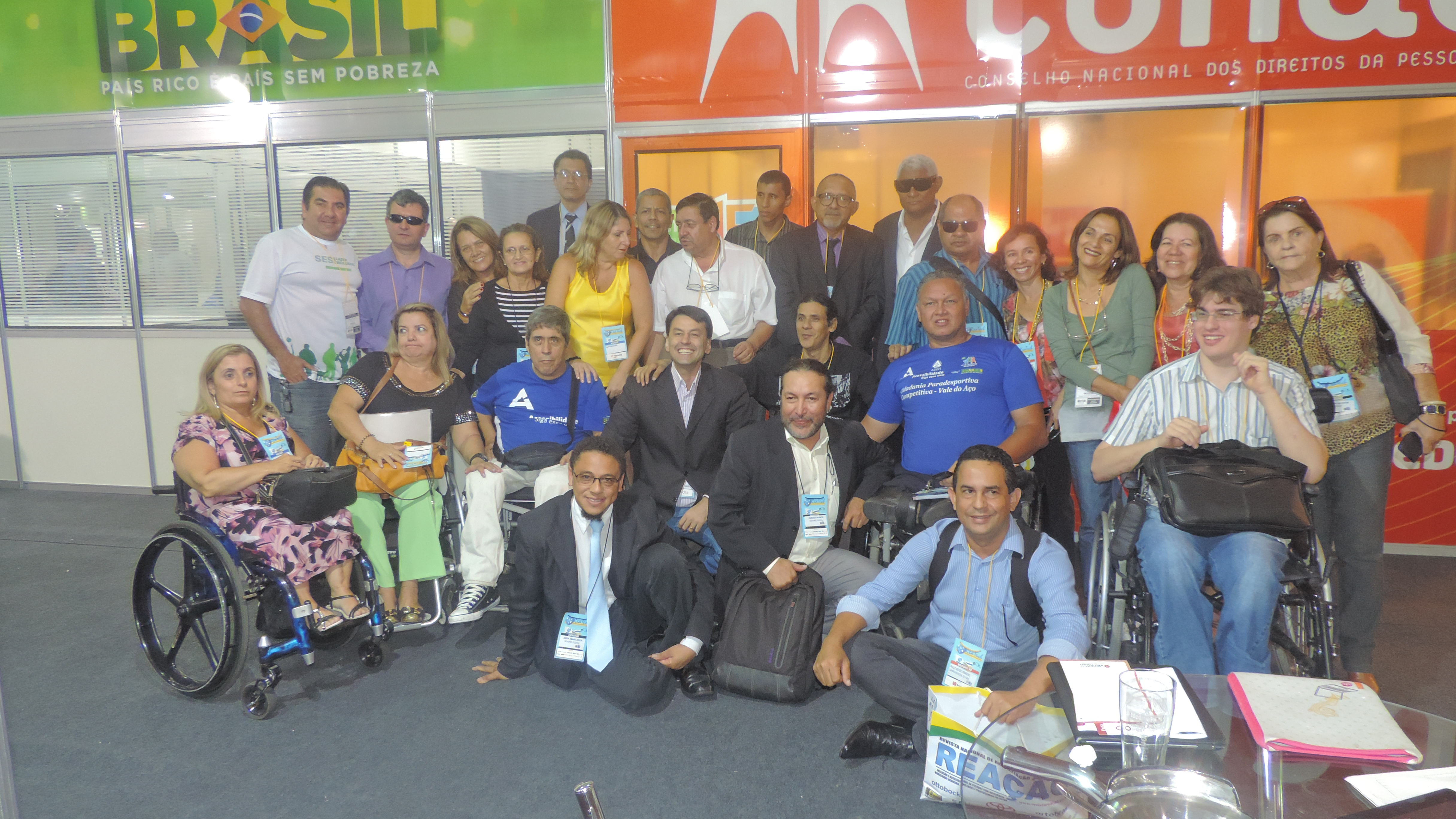
Jorge Amaro com conselheiros do Conade e de conselhos municipais em frente ao estande do colegiado durante a Reatech 2014 em São Paulo (SP).

Escritor, é autor do livro inédito Sustentabilidade & Acessibilidade, publicado pela Editora da Ordem dos Advogados do Brasil. A obra aborda a articulação entre os conceitos a partir de práticas que desenvolveu em diferentes espaços, com destaque ao atendimento de pessoas com deficiência intelectual no Centro Abrigado Zona Norte (Cazon), unidade da Fundação de Articulação e Desenvolvimento de Políticas públicas para Pessoa com Deficiência e Pessoas com Altas Habilidade no Rio Grande do Sul (Faders), onde desenvolveu oficina de técnicas agrícolas e educação ambiental. Além disso, o livro tem elementos de sua dissertação de mestrado, ocorrida na Faculdade de Educação da Pontifícia Universidade Católica do Rio Grande do Sul (PUCRS) sob orientação da professora Isabel Carvalho.  
Publicou ainda, em 2019, o livro Política da pessoa com deficiência no Brasil: percorrendo o labirinto, fruto de sua tese de doutoramento.  
Tem contribuído com o debate dos direitos humanos e sua aproximação com as questões ambientais através de palestras, cursos e artigos científicos e de opinião.
Em 2020 foi eleito vereador em Mostardas, obtendo 397 votos, pelo partido Progressistas. Foi o primeiro descendente de quilombolas a obter tal conquista. No dia 1° de janeiro de 2024, foi empossado como o primeiro negro e quilombola presidente do Poder Legislativo, no ano que a Câmara de Vereadores comemora 60 anos.

## Livros
- 2014: Sustentabilidade & Acessibilidade: Educação Ambiental, inclusão e direitos da pessoa com deficiência - práticas, aproximações teóricas, caminhos e perspectivas!
- 2019: Política da pessoa com deficiência no Brasil: percorrendo o labirinto (1º ed.)
- 2021:  Política da pessoa com deficiência no Brasil: percorrendo o labirinto (2ª ed.)
- 2023:  Política da pessoa com deficiência no Brasil: percorrendo o labirinto (3ª ed.)
- 2023: História do Movimento das Apaes - Resiliência, Resistência e Protagonismo - escrito em parceria com com Erivaldo Fernandes Neto e homenageando Elpídio Araújo Neris (in memoriam), sendo produzidas duas edições em 2023 (1ª e 2ª ed.)

## Coletâneas
1. Raízes de Viamão – Memória, História e Pertencimento (2008)
Ranchos da ETA: resgatar a memória é preciso. Neste artigo, é abordado o contexto social e educacional dos Ranchos, elementos que fazem parte da história da centenária Escola Técnica de Agricultura de Viamão, sobretudo ressaltando seu papel na formação humana dos estudantes ao longo dos anos.
2. Leituras de Paulo Freire na partilha de experiências (2011)
O que nos iguala é a diversidade. O texto aborda um pouco da  relação do autor com a obra de Paulo Freire e como as trajetórias de vida são importantes para compreensão dos processos educacionais. Defendo uma educação cidadã, baseada nos direitos humanos que tenha a igualdade e a equidade como pilares inegociáveis.
3. Revista Olhar do Professor (2011)
Educação ambiental na perspectiva da educação inclusiva. Neste texto, é realizado um diálogo entre as ideias de sustentabilidade e acessibilidade no campo educacional, buscando elementos para uma reflexão destas questões nos aspectos pedagógicos e político.
4. Relatório Azul (2012)
Direitos Humanos e Políticas para pessoas com deficiência. Em parceria com Moisés Bauer Luiz e Roberto Luiz Veiga Oliveira, ambos pessoas cegas e militantes dos direitos da pessoa com deficiência, neste ensaio, é uma reflexão sobre a modernidade, como as políticas públicas são redesenhadas para incorporarem a diversidade em suas agenda de forma a possibilitar o acesso a diretos a todas as pessoas.
5. Visões e Experiências Ibero-Americanas de Sustentabilidade nas Universidades (2012)
Sustentabilidade e Acessibilidade na universidade. Refletindo sobre o ideário de Anísio Teixeira acerca do papel da universidade na sua relação com a ciência e a cultura, o principal foco deste artigo é discutir como esta preocupação ambiental que se difunde na sociedade está se expressando em ações, iniciativas e políticas voltadas para sustentabilidade e acessibilidade na universidade, tendo como objeto de estudo a PUCRS, campus Porto Alegre. A proposta está inserida no Grupo de Pesquisa Cultura, Ambiente e Educação, na linha ambientalização das questões sociais, e o grupo de estudo interdisciplinar SobreNaturezas.
6. Condições de acesso das pessoas com deficiência aos bens sociais do estado do Rio Grande do Sul (2014)
Análise dos Dados da Pesquisa na Perspectiva do Controle Social e dos Conselhos de Direito. O artigo, construído em parceria com Moisés Bauer Luiz e Roberto Luiz Veiga Oliveira analisa indicadores sobre pessoas com deficiência no Rio Grande do Sul através do enfoque dos espaços de participação e controle social, buscando compreender estas questões a partir da perspectiva da sociedade civil.
7. Estudos em Gestão & Políticas Públicas (2019)
Resultados do Governo Tarso não foram comunidades adequadamente a sociedade. Artigo elaborado em parceria com Alessandro Fernandes, Lazie Ronaldo Santos Lopes e Sandro Luis Della Mea Lima Orientadora onde é avaliado o papel da comunicação no Governo Tarso Genro no estado do Rio Grande do Sul (2011-2014) a partir de uma análise crítica.
8. MULHERES QUILOMBOLAS, INTERSECCIONALIDADES E POLÍTICAS PÚBLICAS, 2021.
Políticas Públicas de Igualdade Racial em Mostardas: construindo caminhos cooperativos pela participação social. Neste artigo, o autor aborda sobre Mostardas, como quilombolas e negros do campo e da cidade ajudam a construir diferentes políticas públicas no campo institucional.
9. DEFICIÊNCIA & OS DESAFIOS PARA UMA SOCIEDADE INCLUSIVA - VOL 2 - 1ª ED (2022)
Políticas públicas para pessoas com deficiência no Brasil: estrutura e organização. Neste texto, é realizado um apanhado de como é construída e implementada as ações do Estado Brasileiro para as milhões de pessoas com deficiência, o desenho institucional e a forma como a gestão pública se organiza para implementar a acessibilidade e a inclusão.
10. AUTORES LUSO-BRASILEIROS (2022)
Somos todos Afro Açorianos. Neste artigo, é tratada a ideia de afroaçorianeidade, na conexão entre africanos (quilombolas) e portugueses (açorianos) em Mostardas, construindo assim uma identidade própria e única, sendo expressa na cultura, na memória, na religiosidade e no modo de viver do povo.
11. 50 TEXTOS SOBRE DO CINQUENTENÁRIO DO 20 DE NOVEMBRO (2022)
Quilombos, Quilombolas e Quilombistas. Através desta poesia, é prestada uma homenagem ao Poeta da Consciência Negra, Oliveira Silveira, trazendo elementos da cultura e identidade quilombola de Mostardas. 
12. 20 Poemas para Novembro (2022)
A Liga dos Canelas Preta. Na obra, composta por 20 poesias para homenagear o Dia da Consciência Negra, o aoutor trás em sua poesia uma liga de futebol portoalegrense formada por negros.  
13. Marejar: Escrito em Gotas 
O Poeta Marcelo Gama. A Antologia XII publicada pela Academia de Escritores do Litoral Norte (RS), que anualmente reúne fragmentos da obra de seus membros. São as vozes do litoral, presentes na manifestação textual de nossos escritores e escritoras. Jorge Amaro contribui com um texto abordando a obra do poeta Marcelo Gama. 
14. 20 Poemas para Novembro (2023) 
Egito, somos Faraós. No segundo volume desta coletânea, o autor ressalta a relação dos negros com os Faraós do antigo Egito.  

## Prêmios
- Prêmio de Responsabilidade Ambiental RS, Instituto Borboleta Azul pelos trabalhos no Grupo Maricá (2008).[13]
- Prêmio Responsabilidade Ambiental RS, Instituto Borboleta Azul pelos trabalho no Grupo Maricá e Projeto Sala Verde da Faders (2009).[14]
- 20.º Prêmio Expressão de Ecologia, pelo Laboratório de Educação Ambiental Inclusiva e Educação Ambiental, Inclusão e Direitos Humanos desenvolvido na Faders (2012).[15]
- Prêmio Pioneiras da Ecologia, Assembleia Legislativa do Rio Grande do Sul pelos trabalhos no Grupo Maricá (2013).[16]
- Certificado de reconhecimento aos serviços prestados a comunidade de Porto Alegre, Conselho Municipal dos Direitos da Pessoa com Deficiência (2014).
- Comemoração ao Dia Nacional de Luta da Pessoa com Deficiência, Câmara Municipal de Vereadores de Mostardas – RS (2014).
- Comemoração ao Dia Nacional de Luta da Pessoa com Deficiência, Câmara Municipal de Vereadores de Parobé – RS (2014).
- Prêmio Direitos Humanos - Igualdade Étnico Racial (2018).
- Prêmio Espírito Público,[17] a maior premiação para profissionais públicos do Brasil - Categoria Meio Ambiente (2019).[18]
- Prêmio Zumbi dos Palmares 2019.[19]
- Prêmio RAPS de Inovação e Sustentabilidade 2020.[20]Referências

1. ↑  «Ranchos da ETA: Resgatar a memória é preciso!». Consultado em 26 de dezembro de 2016
2. ↑  «Em defesa da educação ambiental | FSM POA». Consultado em 27 de dezembro de 2016
3. ↑  «Conselho Nacional dos Direitos da Pessoa com Deficiência (Conade) | Secretaria Nacional de Promoção dos Direitos da Pessoa com Deficiência». www.pessoacomdeficiencia.gov.br. Consultado em 15 de fevereiro de 2016
4. ↑  «4ª Conferência Nacional dos Direitos das Pessoas com Deficiência – Inclusive – Inclusão e Cidadania». www.inclusive.org.br. Consultado em 27 de dezembro de 2016
5. ↑  Borges, Jorge Amaro de Souza; Pereira, Andreia Colares Cabral (28 de dezembro de 2016). «O estado da arte sobre políticas públicas para pessoas com deficiência no Brasil: dialogando sobre transversalidade e educação». Revista do Serviço Público. 67 (4): 555–574. ISSN 2357-8017. doi:10.21874/rsp.v67i4.1132
6. ↑  «Acessibilidade comunicacional nas campanhas eleitorais – Inclusive – Inclusão e Cidadania». www.inclusive.org.br. Consultado em 27 de dezembro de 2016
7. ↑  «Primeira defesa de tese de Políticas Públicas – Incluir». www.ufrgs.br. Consultado em 15 de setembro de 2018
8. ↑  Souza, Borges, Jorge Amaro de (2018). «Política da pessoa com deficiência no Brasil : percorrendo o labirinto» (em inglês)
9. ↑  «FENAPESTALOZZI». www.fenapestalozzi.org.br. Consultado em 15 de fevereiro de 2016
10. ↑  «Livro: Política da Pessoa com Deficiência no Brasil». Consultado em 16 de maio de 2019
11. ↑  jornalsul21. «Menos privilégios, mais políticas públicas! (por Jorge Amaro de Souza Borges)». Jornal Sul21
12. ↑  Povo, Correio do. «Mostardas elege primeiro vereador quilombola». Correio do Povo. Consultado em 23 de novembro de 2020
13. ↑  «Caderno de ZH recebe prêmio ambiental». ZH 2014
14. ↑  Notícias, Portal da Agência de. «Sossella: Prêmio Responsabilidade Ambiental é entregue para pessoas, empresas e instituições». www2.al.rs.gov.br. Consultado em 31 de dezembro de 2016
15. ↑  Web, Desize Agencia. «Rio Grande do Sul conquista nove Prêmios Expressão de Ecologia». Ek2 MKT. Consultado em 31 de dezembro de 2016
16. ↑  jornalsul21. «Assembleia Legislativa faz a entrega do Prêmio Pioneiras da Ecologia». Jornal Sul21
17. ↑  «Jorge Amaro de Souza Borges – Prêmio Espírito Público». Consultado em 27 de agosto de 2019
18. ↑  «Funcionários públicos premiados conhecem servidores da Alemanha». G1. Consultado em 30 de setembro de 2019
19. ↑  «Sessão solene marca a passagem do Dia da Consciência Negra na Assembleia Legislativa». Agência de Notícias ALRS. Consultado em 20 de dezembro de 2019
20. ↑  «Prêmio RAPS de Inovação e Sustentabilidade anuncia vencedores». RAPS. 22 de setembro de 2020. Consultado em 23 de novembro de 2020